# گل قشو
گل قشو (نام علمی: Tetradymia) نام یک سرده از تیره کاسنیان است.